# 石踊宏
石踊 宏（いしおどり ひろし）は、日本の男性アニメーション演出家、アニメーション監督。グループZEN代表。

## 来歴
元はアニメーターだったが演出家に転向し、作画スタジオであるグループZENを設立。その後は主にスタジオコメットやスタジオガゼルなどで演出や監督を務める。同じグループZEN所属の野田康行と仕事することが多い。
代表作は『発明BOYカニパン』シリーズ、『人造昆虫カブトボーグ V×V』など。

## 参加作品

### テレビアニメ
1980年
- 鉄腕アトム（1980年 - 1981年、原画・動画）

1983年
- 愛してナイト（1983年 - 1984年、演出助手・原画）

1984年
- あした天気になあれ（1984年 - 1985年、絵コンテ・演出）

1986年
- 宇宙船サジタリウス（1986年 - 1987年、原画）
- Bugってハニー（1986年 - 1987年、演出）

1988年
- ホワッツマイケル（1988年 - 1989年、演出）

1989年
- 獣神ライガー（1989年 - 1990年、ストーリーボード・演出）
- 青いブリンク（1989年 - 1990年、原画）
- GO!レスラー軍団（絵コンテ・演出）
- レスラー軍団〈銀河編〉 聖戦士ロビンJr.（1989年 - 1990年、絵コンテ・演出）
- ドラゴンクエスト（1989年 - 1991年、絵コンテ・演出）

1990年
- 勇者エクスカイザー（1990年 - 1991年、演出）

1991年
- 太陽の勇者ファイバード（1991年 - 1992年、ストーリーボード・演出）
- ハイスクールミステリー学園七不思議（1991年 - 1992年、絵コンテ・演出）

1992年
- まぼろしまぼちゃん（監督・絵コンテ・演出）
- ヤダモン（1992年 - 1993年、絵コンテ・演出）
- ツヨシしっかりしなさい（1992年 - 1994年、絵コンテ・演出）

1993年
- 勇者特急マイトガイン（1993年 - 1994年、絵コンテ・演出）
- ジャングルの王者ターちゃん♡（1993年 - 1994年、絵コンテ・演出）

1994年
- ゴールFH（演出）
- レッドバロン（1994年 - 1995年、絵コンテ・演出）
- SAMURAI SPIRITS 〜破天降魔の章〜（監督・絵コンテ）
- キャプテン翼J（1994年 - 1995年、絵コンテ・演出）

1995年
- 神秘の世界エルハザード（TV版）（ - 1996年、OP2絵コンテ・演出）
- バーチャファイター（ - 1996年、演出）

1996年
- バケツでごはん（絵コンテ・演出）
- 水色時代（1996年 - 1997年、絵コンテ・演出）
- 超者ライディーン（1996年 - 1997年、絵コンテ）
- きこちゃんすまいる（1996年 - 1997年、絵コンテ・演出）

1997年
- ケロケロちゃいむ（絵コンテ・演出）

1998年
- 魔法のステージファンシーララ（絵コンテ）
- Night Walker -真夜中の探偵-（演出）
- 発明BOYカニパン（1998年 - 1999年、監督・絵コンテ・演出）

1999年
- 超発明BOYカニパン（監督・絵コンテ・演出）
- Blue Gender（ - 2000年、絵コンテ・演出）
- ビックリマン2000（ - 2001年、絵コンテ・演出）

2001年
- ジーンシャフト（絵コンテ・演出）
- 爆転シュート ベイブレード（絵コンテ）
- Dr.リンにきいてみて!（2001年 - 2002年、絵コンテ・演出）
- ナジカ電撃作戦（演出）
- サイボーグ009 THE CYBORG SOLDIER（2001年 - 2002年、演出）

2002年
- 天地無用! GXP（演出）
- ホイッスル!（ - 2003年、絵コンテ・演出）
- ヒートガイジェイ（絵コンテ）
- Witch Hunter ROBIN（演出）
- 朝霧の巫女（絵コンテ・演出）
- 真・女神転生Dチルドレン ライト&ダーク（2002年 - 2003年、絵コンテ・演出）

2003年
- エアマスター（演出）
- アストロボーイ・鉄腕アトム（2003年 - 2004年、演出）
- D.C. 〜ダ・カーポ〜 サイドエピソード（絵コンテ・演出）
- なるたる（絵コンテ・演出）
- プラネテス（演出）
- おもいっきり科学アドベンチャー そーなんだ!（絵コンテ・演出）
- クロノクルセイド（2003年 - 2004年、絵コンテ・演出）

2004年
- マシュマロ通信（2004年 - 2005年、絵コンテ・演出）
- モンキーターン（絵コンテ・演出）
- モンキーターンV（演出）
- 愛してるぜベイベ★★（絵コンテ・演出）
- スクールランブル（2004年 - 2005年、絵コンテ・演出）
- 焼きたて!!ジャぱん（2004年 - 2006年、演出）

2005年
- ピーチガール（監督・絵コンテ・演出）
- UG☆アルティメットガール（絵コンテ・演出）
- 涼風（絵コンテ・演出）
- ぱにぽにだっしゅ!（演出）
- capeta（2005年 - 2006年、絵コンテ）
- 格闘美神 武龍（ED1絵コンテ・演出）

2006年
- Canvas2 〜虹色のスケッチ〜（絵コンテ・演出）
- 妖怪人間ベム（絵コンテ・演出）
- 砂沙美☆魔法少女クラブ（絵コンテ・演出）
- 内閣権力犯罪強制取締官 財前丈太郎（絵コンテ）
- 砂沙美☆魔法少女クラブ シーズン2（絵コンテ・演出）
- 人造昆虫カブトボーグ V×V（2006年 - 2007年、監督・絵コンテ・演出）

2008年
- GUNSLINGER GIRL -IL TEATRINO-（総監督・絵コンテ）
- ヤッターマン（第2作）（2008年 - 2009年、絵コンテ）
- おねがい♪マイメロディ きららっ★（2008年 - 2009年、絵コンテ）
- アリソンとリリア（演出）
- 伯爵と妖精（絵コンテ）
- ゴルゴ13（2008年 - 2009年、絵コンテ・演出）
- カオス;ヘッド -CHAOS;HEAD-（演出）

2009年
- ジュエルペット（絵コンテ・演出）
- NEEDLESS（演出）
- FAIRY TAIL（ED1演出）

2010年
- イナズマイレブン（演出）
- ジュエルペット てぃんくる☆（絵コンテ・演出）

2011年
- ジュエルペット サンシャイン（絵コンテ・演出）
- Dororonえん魔くん メ〜ラめら（絵コンテ・演出）
- プリティーリズム・オーロラドリーム（絵コンテ）

2012年
- ジュエルペット きら☆デコッ!（絵コンテ・演出）

2014年
- フューチャーカード バディファイト（絵コンテ）
- レディ ジュエルペット（絵コンテ・演出）
- ディスク・ウォーズ:アベンジャーズ（ - 2015年、演出）

2015年
- まじっく快斗1412（演出）
- 境界のRINNE（絵コンテ・演出）
- To LOVEる -とらぶる- ダークネス 2nd（絵コンテ）
- すべてがFになる THE PERFECT INSIDER（演出）

2016年
- 金田一少年の事件簿R（絵コンテ）
- 私がモテてどうすんだ（監督・絵コンテ・演出・OP絵コンテ・演出・ED絵コンテ・演出）

2017年
- 境界のRINNE（第3シリーズ）（監督）

2018年
- 学園ベビーシッターズ（絵コンテ・演出）
- 逆転裁判 〜その「真実」、異議あり!〜（絵コンテ）
- 学園BASARA（演出）
- キラキラハッピー★ ひらけ!ここたま（絵コンテ）

2019年
- デュエル・マスターズ!!（2019年 - 2020年、監督・絵コンテ・演出）

2020年
- デュエル・マスターズ キング（2020年 - 2021年、監督・絵コンテ・演出）

2021年
- デュエル・マスターズ キング!（2021年 - 2022年、監督・絵コンテ・演出）

2022年
- デュエル・マスターズ キングMAX（総監督・絵コンテ）

2023年
- ゴールデンカムイ（絵コンテ）

2024年
- 魔王の俺が奴隷エルフを嫁にしたんだが、どう愛でればいい?（監督・絵コンテ・演出）

2025年
- 出禁のモグラ（監督）

### 劇場アニメ
2010年
- 昆虫物語 みつばちハッチ〜勇気のメロディ〜（演出）

### OVA
1991年
- バブルガムクラッシュ!（監督・ストーリーボード）

1992年
- 創竜伝（絵コンテ）

1994年
- ダーティペアFLASH（ストーリィボード）

1995年
- ダーティペアFLASH2（絵コンテ・演出）
- ダーティペアFLASH3（ - 1996年、絵コンテ・演出）

2003年
- ふたりエッチ 2nd SEASON（監督・演出）

2012年
- 史上最強の弟子ケンイチ 闇の襲撃（ - 2014年、監督・絵コンテ・演出）

### ゲーム
1998年
- テイルコンチェルト（絵コンテ・演出）

2000年
- 名探偵コナン 3人の名推理（絵コンテ）

2005年
- ザ・ランブルフィッシュ（監督）